# Les Compositeurs slaves
Les Compositeurs slaves (Славянские композиторы) est un tableau peint par Ilia Répine en 1872. Il s'agit d'un portrait de groupe de compositeurs russes, polonais et tchèques. Il a été peint entre 1871 et 1872 sur une commande de l'entrepreneur Alexandre Porokhovchtchikov (ru). 
Il est conservé au Conservatoire Tchaïkovski à Moscou. 

## Origine et conception
Dans les années 1860 et 1870, les idées slavophiles s'affirment en Russie. L'entrepreneur moscovite Alexandre Porokhovchtchikov (ru) décide de faire du restaurant Le Bazar slave (ru) une vitrine de la fraternité entre slaves. Il souhaite donner corps à ce projet en exposant une toile consacrée à «une réunion de compositeurs russes, polonais et tchèques ».  
D'après les souvenirs d'Ilia Répine, Porokhovchtchikov s'adresse d'abord au peintre d'histoire Constantin Makovski, qui lui demande une somme de  25 000 roubles, dépassant le budget affecté au projet. Des artistes moins connus sont prêts à peindre la toile 15 000 roubles. Répine, jeune diplômé de l'Académie impériale des beaux-arts, et qui vient de terminer Les bateliers de la Volga, accepte la somme de 1 500 roubles offerte par le restaurateur. Elle lui permet de sortir de longues années de privations, et il est tenté par l'idée que la toile sera vue d'un public nombreux. 

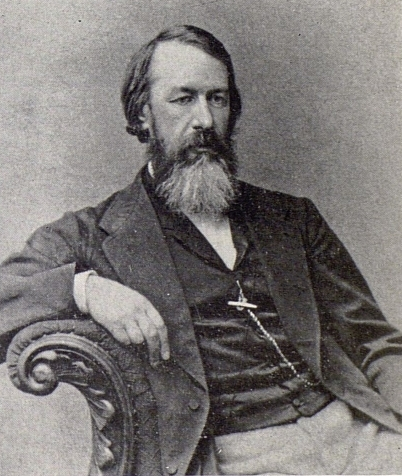
Vladimir Stassov (1869)

Le critique d'art et ami de Répine, Vladimir Stassov, lui-même grand amateur de musique, s'enthousiasme pour le projet. Il apportera une aide active au peintre, et recherchera, notamment à la Bibliothèque publique impériale, des portraits, gravures ou photographies des compositeurs décédés, ou de ceux dont il n'est pas possible qu'ils posent pour Répine. Il lui donnera également des informations sur leur personnalité,. 

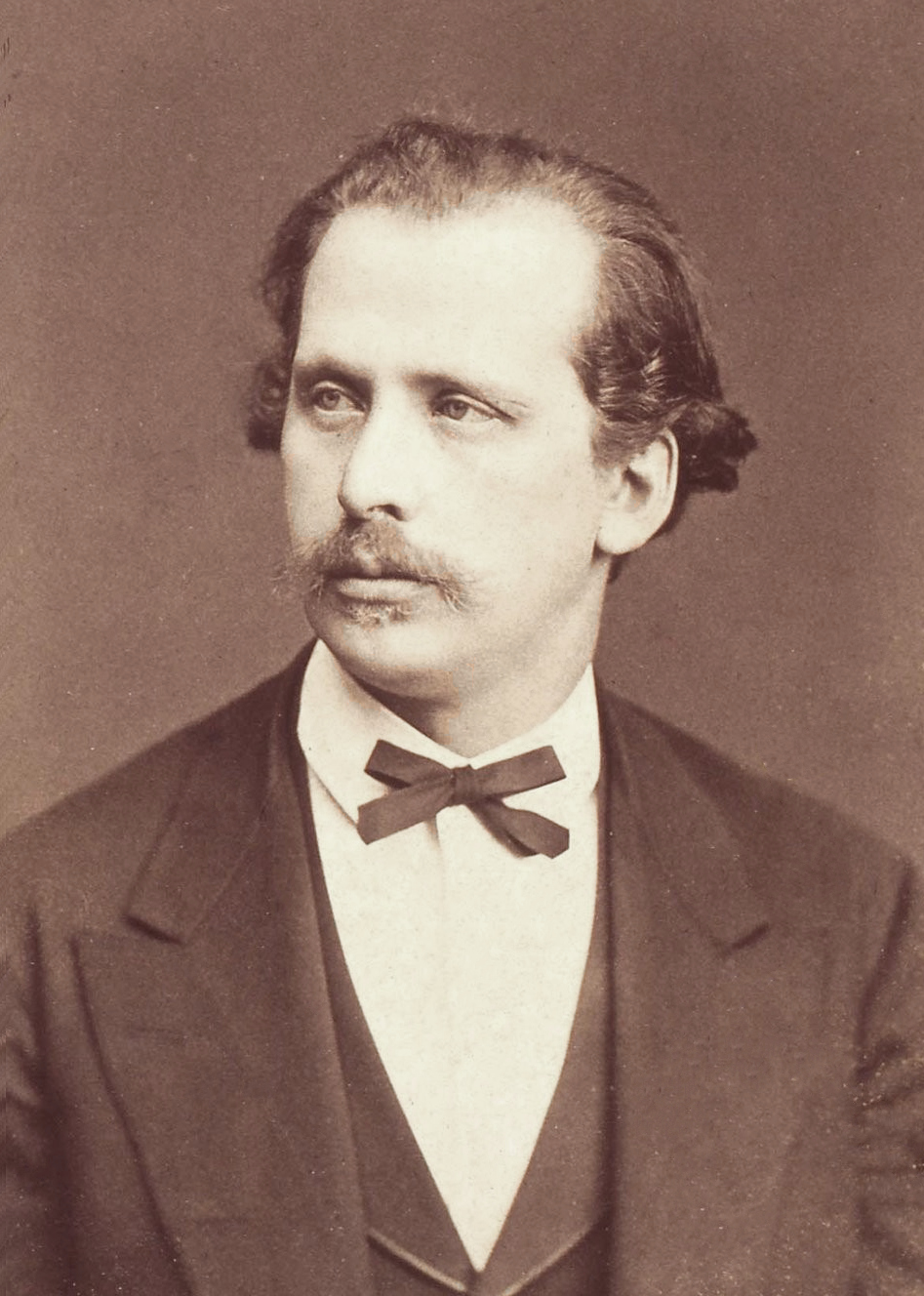
Nikolaï Rubinstein (1872)

Lui et Répine proposent également de modifier la liste des compositeurs. Elle a été établie pour Porokhovchtchikov par Nikolaï Rubinstein, à partir de ses inclinations musicales personnelles. Il est alors le directeur du Conservatoire de Moscou, qu'il a fondé.  
Le peintre s'étonne de ne pas y voir figurer Modeste Moussorgski et Alexandre Borodine, deux représentants du groupe des Cinq (Могучая кучка). Mais Porokhovchtchikov s'en tient, malgré un courrier de Stassov, à la position de Nikolaï Rubinstein, et qualifie de plus Moussorgski de « salissure » et Borodine de « dilettante ». Répine rapporte ses propos avec indignation dans ses mémoires, mais se pliera à ces exigences.  

« Et voilà encore ! il vous faut enlever toute salissure de ce tableau. Ma liste de noms de musiciens a été élaborée par Nicolas Rubinstein lui-même, et je n'ose ni y ajouter ni y retirer un nom ... Je trouve fâcheux qu'il n'y ait pas Tchaïkovski. Pour moi, tout Moscou adore Tchaïkovski. Il y a un hic ... Mais que faire. Et Borodine, je le connais. Mais c'est un dilettante en musique, c'est un professeur de chimie à l'Académie de chirurgie et de médecine ... Non, n'encombrez pas la peinture de cette salissure. Cela vous sera plus facile : vite, vite ! Il faut se presser avec la toile, ils l'attendent. »

Répine a commencé à travailler aux esquisses préparatoires en décembre 1871, dans son atelier à Saint-Pétersbourg, et la toile est achevée sur place à Moscou. Seuls ont posé sur le vif Balakirev, Rimski-Korsakov, alors encore officier de marine, Nápravník, et Nikolaï Rubinstein. Les autres compositeurs sont peints d'après portraits.  
L'ouverture solennelle du « Bazar slave » a lieu le 10 mai 1872. Il comprend une salle de concert, presque terminée, dont l'architecture est dans l'esprit de la nation russe. Elle porte le nom de « Chambre russe » («Русская палата»), mais elle est aussi appelée « Conversation » («Беседа»). La décoration intérieure est de l'architecte Andreï Huhn (ru). Dans la grande salle Les compositeurs slaves sont accrochés parmi d'autres portraits, à un endroit où, selon Répine, il y avait « une grande tache de vide à décorer ».

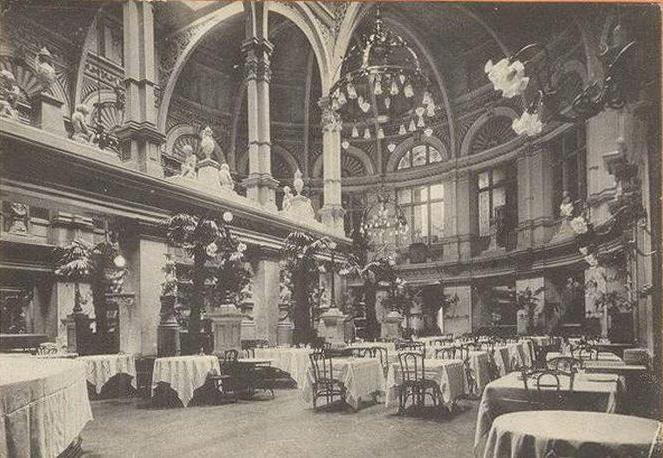
Intérieur du Bazar Slave

Pavel Tretiakov tente plusieurs années plus tard d'acheter le tableau pour sa galerie, mais renonce devant la somme demandée. 
Les Compositeurs slaves sont actuellement conservés au Conservatoire Tchaïkovski à Moscou.

## Description et compositeurs représentés
Les compositeurs russes sont représentés au centre : au premier plan Mikhaïl Glinka, mort en 1857, discutant avec Mili Balakirev, Vladimir Odoïevski, mort en 1869, et Nikolaï Rimski-Korsakov. Alexandre Dargomyjski, mort en 1869, est assis derrière ce groupe, devant Ivan Laskovski (ru) et à droite Alexeï Lvov, mort en 1870, en uniforme de cour, qui écoute Alexeï Verstovski, mort en 1862. Au piano, les frères Anton et Nikolaï Rubinstein. Alexandre Serov se tient debout entre Anton Rubinstein et Alexeï Lvov. 
Plus loin derrière eux se détachent Alexandre Gouriliov, mort en 1858, Dmitro Bortnianski, mort en 1825 et Piotr Tourtchaninov (ru), mort en 1856. 
Les compositeurs polonais sont à l'arrière-plan. Il s'agit de Stanisław Moniuszko, à l'extrême droite, Frédéric Chopin, mort en 1849, Michał Kleofas Ogiński, mort en 1833, et Karol Lipiński, devant la porte.  
Les compositeurs tchèques sont à gauche du tableau : Eduard Nápravník (à l'extrème gauche), Bedřich Smetana, Karel Bendl et Václav Emanuel Horák.

## Accueil critique
La présentation au public des Compositeurs slaves est un succès, et son auteur est largement félicité. Le critique et sculpteur Mark Antokolski en donne une appréciation positive.  
L'écrivain Ivan Tourgueniev confie cependant à Répine qu'« il ne peut se faire à cette peinture » ; il la qualifiera ensuite, dans une lettre à Stassov, de « salade composée, froide, de vivants et de morts ». Stassov prend la défense du jeune peintre, mais Ilia Iefimovitch restera blessé par cette appréciation.